# شهرستان نونگ‌آن
شهرستان نونگ‌آن (به چینی: 农安县) یک شهرستان در استان جی‌لین چین است که در تابعیت شهر چانگچون قرار دارد. شهرستان نونگ‌آن ۵٬۲۳۵٫۴۶ کیلومتر مربع مساحت و ۸۶۷٬۲۷۴ نفر جمعیت دارد.

## تقسیمات اداری
شهرستان نونگ‌آن به ۴ ناحیه، ۱۱ شهرک و ۱۰ قصبه تابعه تقسیم شده است. یک «میدان» هم‌سطح قصبه نیز تابع این شهرستان می‌باشد.
- ناحیه باوتا (宝塔街道، Bǎotǎ jiēdào)
- ناحیه شینگ‌نونگ (兴农街道، Xīngnóng jiēdào)
- ناحیه هوانگ‌لونگ (黄龙街道، Huánglóng jiēdào)
- ناحیه هه‌شیه (和谐街道، Héxié jiēdào)

- شهرک باجی‌لئی (巴吉垒镇، Bājílěi zhèn)
- شهرک سان‌شنگ‌یو (三盛玉镇، Sānshèngyù zhèn)
- شهرک سان‌گانگ (三岗镇، Sāngǎng zhèn)
- شهرک شاوگوو (烧锅镇، Shāoguō zhèn)
- شهرک فولونگ‌چوان (伏龙泉镇، Fúlóngquán zhèn)
- شهرک کاوشان (靠山镇، Kàoshān zhèn)
- شهرک کای‌آن (靠山镇، Kāi'ān zhèn)
- شهرک گاوجیادیان (高家店镇، Gāojiādiàn zhèn)
- شهرک نونگ‌آن (农安镇، Nóng'ān zhèn)

- شهرک هالاهای (哈拉海镇، Hālāhǎi zhèn)
- شهرک هواجیا (华家镇، Huájiā zhèn)

- قصبه چیان‌گانگ (前岗乡، Qiángǎng xiāng)
- قصبه چینگ‌شان‌کوو (青山口乡، Qīngshānkǒu xiāng)
- قصبه شین‌نونگ (新农乡، Xīnnóng xiāng)
- قصبه شیاوچنگ‌زی (小城子乡، Xiǎochéngzǐ xiāng)
- قصبه لونگ‌وانگ (龙王乡، Lóngwáng xiāng)
- قصبه وان‌جین‌تا (万金塔乡، Wànjīntǎ xiāng)
- قصبه وان‌شون (万顺乡، Wànshùn xiāng)
- قصبه هوانگ‌یوجوان (黄鱼圈乡، Huángyújuān xiāng)
- قصبه یانگ‌شولین (杨树林乡، Yángshùlín xiāng)
- قصبه یونگ‌آن (永安乡، Yǒng'ān xiāng)

- میدان زراعتی واژونگ‌گاو (洼中高农场، Wāzhōnggāo nóngchǎng)